# Henoceros falcatus
Henoceros falcatus is een raderdiertjessoort uit de familie Philodinavidae. De wetenschappelijke naam van deze soort is voor het eerst geldig gepubliceerd in 1916 door Milne.